# Carnivore
Carnivore (carnivore är engelska för köttätare) är en köttrestaurang och nattklubb i Langata, Nairobi, Kenya. Restaurangen är ett populärt besöksmål för turister. Restaurangen ägs av den kenyanska lyxrestaurang-kedjan Tamarind.
Restaurangen placerade sig bland "världens 50 bästa restauranger" på tidskriften Restaurants lista 2004 och 2005. Sedan restaurangen slutat servera zebra finns knappt något viltkött kvar på menyn längre.
Ytterligare en Carnivorerestaurang finns sedan några år i utkanten av Johannesburg i Sydafrika. 